# Proechimys
Proechimys là một chi động vật có vú trong họ Echimyidae, bộ Gặm nhấm. Chi này được J. A. Allen miêu tả năm 1899. Loài điển hình của chi này là Echimys trinitatis J. A. Allen and Chapman, 1893.

## Các loài
Chi này gồm các loài: